# Бранко Младенович
Бранко Младенович (серб. Бранко Младеновић, болг. Бранко Младенович; ум. до марта 1365) — сербский феодал и севастократор, вассал царя Сербии Стефана Уроша Душана (1331—1355).

## Биография
Родственник сербской королевской династии Неманичей. Его отцом был Младен, который упоминается с титулами префекта и герцога в правление королей Стефана Милутина (1282—1321) и Стефана Дечанского (1321—1331). В 1323 году Младен был известен как наместник Требине и Драчевицы. Считается, что его семья происходит из Захумья.
Сербский король Стефан Урош IV Душан назначил Бранко Младеновича наместником области Охрид и пожаловал ему почётный титул севастократора. После смерти в 1355 году Стефана Душана Бранко Младенович поддержал его сына и наследника Стефана Уроша V (1355—1371).
Бранко Младенович является родоначальником сербской династии Бранковичей. Его сестра Ратислава стала женой крупного сербского магната Алтомана Войновича (ум. 1359).

## Семья и дети
Имя и происхождение жены неизвестны.
Дети:
- Никола Радонья (ум. 2 декабря 1399), принял монашество
- Гргул (ум. до 1398)
- Вук (ок. 1345—1397)
- Теодора (Воислава), жена Георгия Топия, правителя Драча